# مردم بوسنیایی

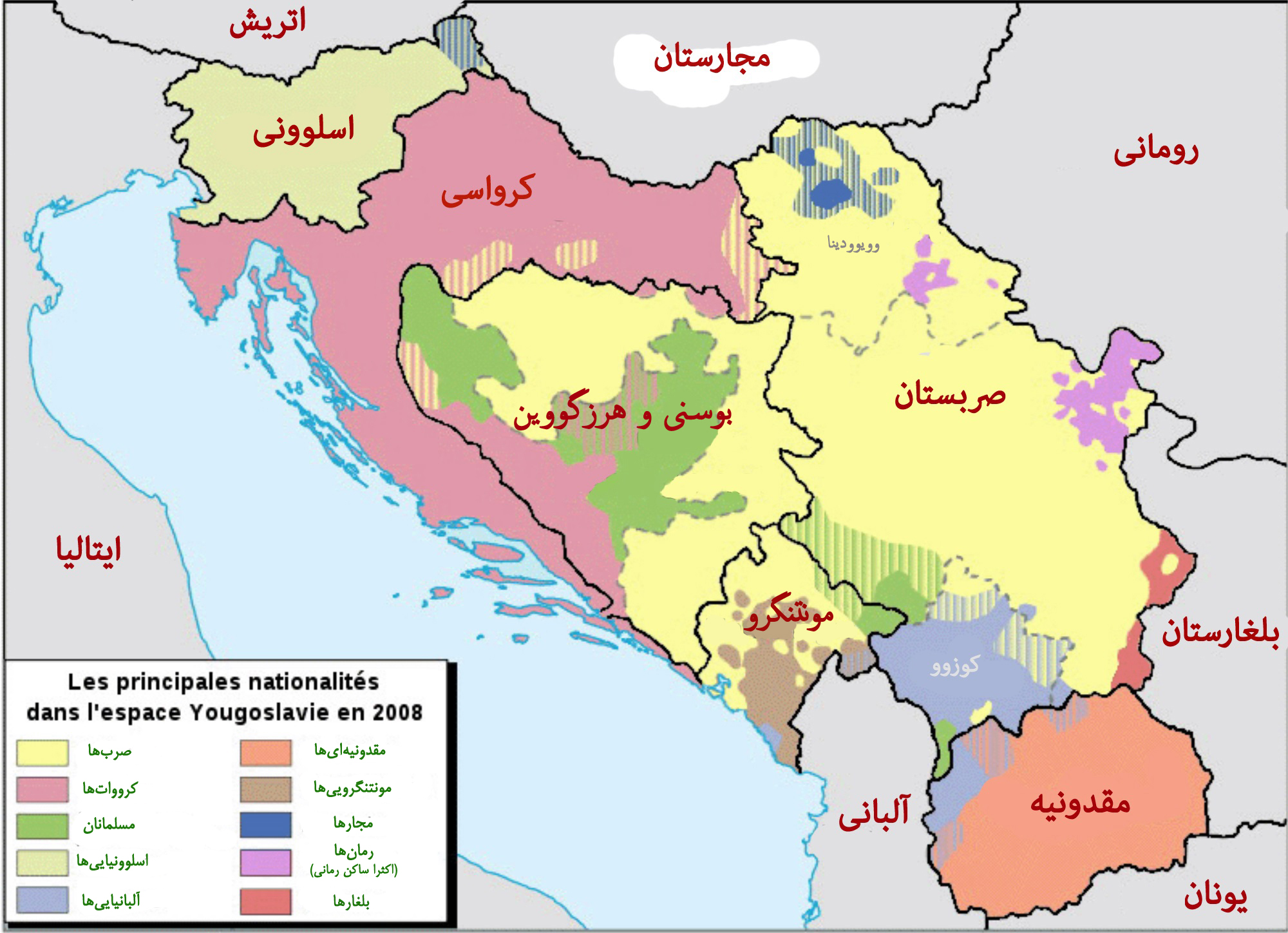
محدودهٔ سیاسی و جغرافیایی بوسنی و هرزگوین

مردم بوسنیایی یا بوسنیاک‌ها (زبان بوسنیایی: Bošnjak) از گروه قومی اسلاوهای جنوبی هستند که به طور عمده در بوسنی و هرزگوین، و با اقلیتی کوچکتر در سرزمین‌های دیگر شبه جزیره بالکان به خصوص در صربستان، مونته‌نگرو و کرواسی زندگی می‌کنند. بوسنیایی‌ها به طور معمول با پایبندی سنتی به دین اسلام پس از قرن ۱۵ام و ۱۶ام، با فرهنگ مشترک و زبان بوسنیایی مشخص می‌شوند. در کشورهای انگلیسی‌زبان، به بوسنیایی‌ها به عنوان بوسنیایی تبار و مسلمان اشاره می‌شود. گاهی تمام کسانی که در خاک کشور بوسنی زندگی می‌کنند بر اساس اشتباهی رایج جزء مردم بوسنیایی شمرده می‌شوند.
زبان بوسنیایی به عنوان یکی از زبان‌های اسلاوی جنوبی تعریف شده است.

## ریشه

پرچم بوسنی در سال ۱۸۳۱ میلادی

نشان کنونی بوسنی و هرزگوین

بسیاری از ویژگی‌های فرهنگی و زبانی بوسنیایی در دوره مهاجرت از قرون وسطی ریشه دارد.
مطالعات ژنتیکی نشان می‌دهد که اولین ریشه‌های ژنتیکی مردم بوسنی را می‌توان به جمعیت‌های باستانیی که از شبه جزیره بالکان پس از آخرین یخبندان حداکثر ۲۱ هزار سال پیش گسترش یافته‌است مربوط دانست.

## فرهنگ
بوسنیایی‌ها  سنتی با سابقهٔ طولانی دارند که قدمت آن به قرن ۱۵ام می‌رسد. تا قبل از قرن ۱۹ام بسیاری از عناصر فرهنگ بوسنیایی تحت تأثیر تأثیر اروپا و امپراتوری عثمانی قرار گرفته‌بود. فرهنگ کشور بوسنی و هرزگووین از منطقه‌ای به منطقه‌ای دیگر و شهرستانی به شهرستانی دیگر بسیار متفاوت است. به عنوان مثال شهرهایی مانند سارایوو و موستار یک سنت غنی موسیقیای ویژه را با خود به همراه دارند.

## زبان

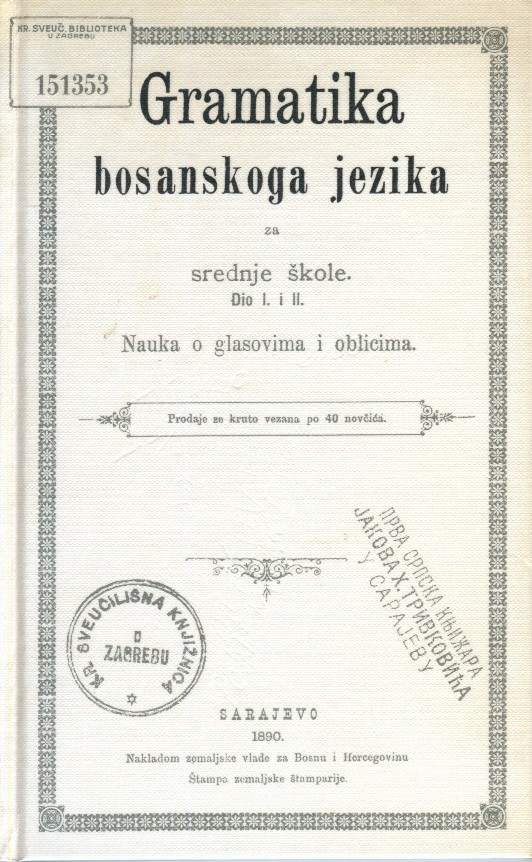
گرامر زبان بوسنیایی در سال ۱۸۹۰

بوسنیایی‌ها به زبان بوسنیایی صحبت می‌کنند. این زبان در نگارش و دستور زبان فقط کمی با زبان صربی و زبان کرواتی متفاوت است، اما گویشوران زبان بوسنیایی می‌توانند به زبان صربی و کرواتی صحبت کنند. لغت‌نامه رسمی زبان بوسنیایی برای اولین بار در دههٔ ۱۶۳۰ چاپ شده‌است.

## جمعیت
بیش از دو میلیون بوسنیایی در کشور بوسنی و یک میلیون نفر دیگر در شبه جزیره بالکان و سراسر نقاط جهان زندگی می‌کنند. بوسنیایی‌ها در دو مرحله توسط صرب‌ها مورد هجوم، نسل‌کشی و پاک‌سازی قومی قرار گرفته‌اند که به نسل‌کشی بوسنی مشهور است.

## دین

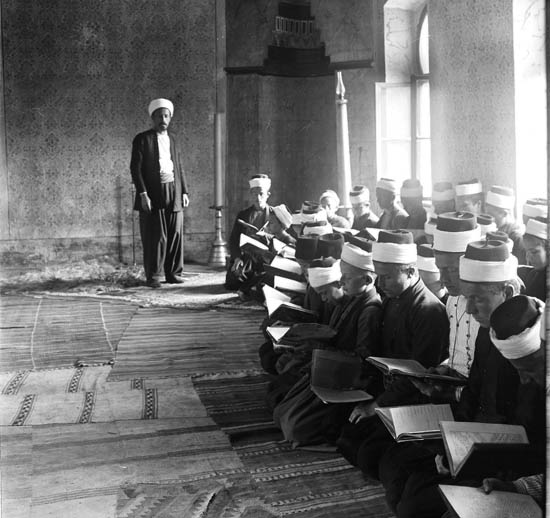
یک مدرسهٔ دینی در بوسنی به سال ۱۹۰۶ میلادی

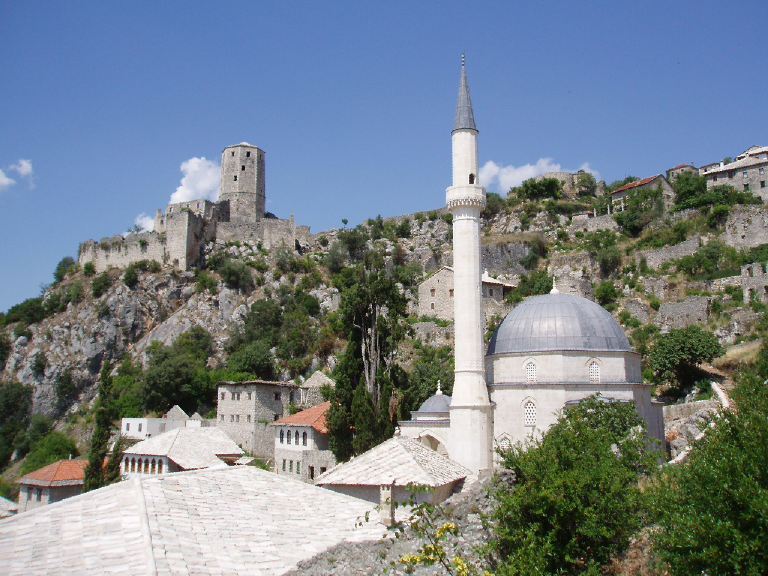
مسجد شمشان ابراهیم پاشا

اکثر بوسنیایی‌ها مسلمانِ سنی هستند، همچنین به لحاظ تاریخی تصوف نیز نقش مهمی در این کشور داشته‌است.